# EAV (model)
Entity-Attribute-Value model (EAV), je datový model určený k uložených takových datových struktur, kde existuje (zpravidla velké) množství atributů (attribute) k popisu prvku (entity) hodnotami (value).

## Příklad EAV tabulky
Příkladem použití EAV model je klasický elektronický obchod. Obchod nabízí množinu produktů (entity), které se dají popsat vlastnosti. Výhody použití EAV oproti jiným modelům uložení (například uložení atributů a hodnot prvku jako textového řetězce) spočívá v tom, že nad těmito produkty poté můžeme provádět porovnání atp.